# جابوز
جابوز به گویش کاشمری: جابِز نام روستایی از توابع بخش شش‌طراز شهرستان خلیل‌آباد در استان خراسان رضوی است. این روستا در دهستان شش‌طراز قرار دارد و براساس سرشماری مرکز آمار ایران در سال ۱۳۹۵، جمعیت آن ۳٬۶۳۹ نفر (۱٬۱۸۲ خانوار) بوده است. علیرضا فغانی داور بین‌المللی فوتبال اهل این روستا است.